# Cantón San Luis, Tapachula
Cantón San Luis är en ort i Mexiko.   Den ligger i kommunen Tapachula och delstaten Chiapas, i den sydöstra delen av landet, 900 km sydost om huvudstaden Mexico City. Cantón San Luis ligger 527 meter över havet och antalet invånare är 170.
Terrängen runt Cantón San Luis är lite bergig. Runt Cantón San Luis är det ganska tätbefolkat, med 179 invånare per kvadratkilometer. Närmaste större samhälle är Huixtla, 14,3 km väster om Cantón San Luis. I omgivningarna runt Cantón San Luis växer i huvudsak städsegrön lövskog.